# Carlos Mota Cardoso
Carlos Mota Cardoso GOIH (Viseu, 19 de outubro de 1945) é um escritor, professor e psiquiatra português. É professor catedrático convidado na Escola Superior de Criminologia da Faculdade de Direito da Universidade do Porto (FDUP), docente e pesquisador na Faculdade de Psicologia e de Ciências da Educação da Universidade do Porto (FPCEUP) e ex–diretor do Hospital Conde de Ferreira (HCF). A 2017, foi nomeado académico correspondente estrangeiro pela Real Academia Nacional de Medicina de Espanha (RANF).

## Biografia
É proveniente de uma família remediada da classe média rural. Seu pai era funcionário público na cidade de Viseu e sua mãe trabalhadora doméstica, ambos ligados ao campo trabalhando a terra no contexto de uma agricultura de subsistência.

## Carreira académica
Frequentou a instrução primária em Vildemoinhos e o ensino secundário no Liceu Nacional de Viseu. Licenciou–se em medicina pela Faculdade de Medicina da Universidade do Porto. Mestre em Psicopatologia pela Faculdade de Medicina da Universidade do Porto e Doutor em Psicologia pela Universidade do Porto. Trabalhou no Hospital Conde de Ferreira no Porto, unidade onde foi Presidente do Conselho de Administração e Director Clínico durante sensivelmente doze anos (1984 a 1996).
Em 1979 iniciou a actividade docente, leccionando a disciplina de Psicopatologia Geral e Especial na Faculdade de Psicologia e Ciências da Educação da Universidade do Porto, escola onde continua a colaborar com o estatuto de Professor Catedrático Convidado.
Colaborou também com a Faculdade de Direito da Universidade do Porto (Escola Superior de Criminologia) com o estatuto de Professor Catedrático Convidado, cargo que ainda mantém em 2021.

## Projetos de intervenção

### Projeto "Porto Feliz"
Foi co–autor, juntamente com os professores da Universidade do Porto Cândido da Agra e João Marques Teixeira, do programa “Porto Feliz”. Este programa, do qual foi director geral, esteve activo de 2004 a 2010. O seu desenho programático implicou uma larga parceria liderada pela Câmara Municipal do Porto, envolvendo todavia os ministérios da saúde, do trabalho e segurança social, bem como todos os hospitais da cidade do Porto, com especial destaque para o Hospital do Conde de Ferreira.  Tratou–se de um projecto destinado à integração e inclusão dos toxicodependentes perdidos nas malhas da exclusão social. Eram, sobretudo, jovens dispersos pelas principais ruas e praças da cidade do Porto, quase todos ligados ao consumo de drogas pesadas.

### "Porto, Cidade de Ciência" e "Novos Triângulos"
Foi durante oito anos (2004 a 2012) presidente do programa “Porto, Cidade de Ciência”, um projecto lançado pela Câmara Municipal do Porto em parceria com a Universidade do Porto e demais instituições científicas da cidade, das quais se destacam o IBMC e o IPATIMUP.  No contexto deste programa visitaram a cidade do Porto alguns dos grandes nomes da ciência internacional.
Nesse período (2004–2008) desenvolveu–se um assinalável intercâmbio do “Porto, Cidade de Ciência” com alguns centros internacionais ligados à ciência como é exemplo a intervenção da Professora Maria de Sousa (uma das mais respeitadas investigadoras portuguesas no universo científico internacional) num Congresso em Boston. Neste congresso foram apreciadas as cidades que mais acarinharam nesse ano a ciência. O Porto fez parte delas.
Integrado no "Porto, Cidade de Ciência" desenvolveu–se na cidade um outro programa de perfil científico: “Novos Triângulos”. Este programa privilegiou o cruzamento das diversas ciências (sociais, humanas, naturais, formais, etc.). Estes eventos ocorreram no Porto, Biblioteca Almeida Garrett, e neles participaram vários cientistas e homens da cultura de renome internacional: Eduardo Lourenço, António Damásio, Hanna Damásio, Pelayo Correa, Barry James Marshall, entre tantos outros. O último, Barry Marshal, foi Prémio Nobel da Medicina em 2005.
Temas candentes, que ao tempo preocupavam e continuam a preocupar a comunidade científica, foram olhados pelo prisma das diversas ciências. Na Biblioteca Almeida Garrett, um público bastante heterogéneo, sobretudo académico, mas também muitas pessoas interessadas pelo conhecimento, assistiu a acesas discussões centradas na ciência. No âmbito deste projecto vieram à cidade da Virgem alguns dos mais importantes cientistas nacionais e internacionais nas diversas áreas do saber.

### "Serões da Bonjóia"
Durante mais de 15 anos foi o criador e dinamizador dos célebres "Serões da Bonjóia". Tratou–se de um programa de inclusão das pessoas socialmente deprimidas, inclusão essa operada pelo lado da cultura. Assim, ao longo de dezena e meia de anos, foram produzidos semanalmente nas noites de quinta–feira, de forma regular e sem qualquer interrupção, eventos culturais os mais diversos. A ideia era juntar num mesmo evento cultural gente de todas as condições sociais, não sendo raro cruzar nas discussões que sempre se seguiam ao tema promovido, fosse literário, musical, ou teológico, opiniões vindas por exemplo, de um velho lavrador de Campanhã, ou de cientistas consagrados como António Coimbra, ou historiadores como Oliveira Ramos, ou teólogos como Arnaldo Pinho, ou escritores ímpares na literatura portuguesa como Agustina.

## Prémios e condecorações
- Rotary Internacional – Rotary Club do Porto (Profissional do Ano Rotário 2005/2006).
- Medalha de Mérito Científico atribuída pela Junta de Freguesia de Ramalde – Porto, 2008.
- Galardoado pela Fundação Bial (Menção Honrosa do Prémio Bial 2000) pelo obra “Ao encontro da esquizofrenia pelos caminhos do delírio”.[11]
- Galardoado em 2006 pelo Sr. Presidente da República com a Ordem do Infante D. Henrique (Grande – Oficial). “Ordem honorífica portuguesa que visa distinguir a prestação de serviços relevantes a Portugal, no país ou no estrangeiro ou serviços na expansão da cultura portuguesa, sua história e seus valores”.[12]
- Medalha de Ouro (Grau Mérito). Câmara Municipal do Porto (2011).[13]
- Medalha de Mérito atribuída pela Ordem dos Médicos de Portugal (2016).[14]
- Citado pelo Dicionário de Personalidades Portuense do Séc. XX (Porto Editora, 2001).[15]
- Em 15 de Junho de 2017, na cidade de Madrid, foi eleito Académico Correspondente Estrangeiro da Real Academia Nacional de Medicina de Espanha.[2]

## Obras publicadas
| Obras técnicas - Os Caminhos da Esquizofrenia (2002): Climepsi Editores, Lisboa Romances, ensaios e novelas - Nódoas na Alma (2008): Gradiva, Lisboa - Rui Rio – Raizes de Aço (2015), Editora Verso da História, Porto - O Louco, o Médico e o Génio – na Sombra de Camilo (2015), Ed. Santa Casa da Misericórdia do Porto - A Tirania da Erótica (2017), Labirinto de Letras, Lisboa - Libertar o Silêncio da Floresta – Ensaio sobre o sofrimento (2018): Ed. Fundação Eng. António de Almeida, Porto - A Última Carruagem (2020), Edição de Autor, Porto Traduções - As Quatro Dimensões do Doente Depressivo (2011): de Francisco Alonso-Fernández: Gradiva, Lisboa - Áustrias Espanhóis – Filipes Portugueses (2015): de Francisco Alonso-Fernández, Gradiva, Lisboa - Dom Quixote e o seu Labirinto Vital (2016): de Francisco Alonso-Fernández, Gradiva, Lisboa - Depressão – Todas as Respostas para Entendê–la e Superá–la (2019): de Francisco Alonso-Fernández, Climepsi Editores, Lisboa | Obras colaborativas - À Memória de Henrique Gomes de Araújo (2001): Revista de Saúde Mental, Lisboa - Um Poeta Cósmico (2007): in Isabel Ponce de Leão, Viver é ser no tempo intemporal (Recados a Miguel Torga), Edições Universidade Fernando Pessoa, pp. 36–37, Porto - Agustina e o Porto (2009): in Isabel Ponce de Leão, Estudos Agustinianos. Edições Universidade Fernando Pessoa, pp. 521–527, Porto - A Primeira Mulher de Camilo (2011): Colóquio Camiliano. Edição da Câmara Municipal de Ribeira de Pena - Alexandrina Maria da Costa (Beata Alexandrina) – Visão Clínica. (2012): Humanística e Teologia, Tomo XXXIII, Ed. U. Católica, pp. 63–77, Porto - Psicopatologia e Crime (2012): in A Criminologia: Um Arquipélago Interdisciplinar, Direcção de Cândido Agra, pp. 459–514, Universidade do Porto Editorial - António Fernandes da Fonseca – O homem e a sua obra (2015): Ed. Sociedade Portuguesa de Psiquiatria e Saúde Mental, Lisboa - Da Persona da Infância às Personagens da Adultícia (Chevalier de Pas e Alexander Search). Em co–autoria com Isabel Ponce de Leão (2019): in Isabel Ponce de Leão, Pro Litteris, Fundação Eng. António de Almeida, pp. 329–339, Porto - Manchas de Negativismo no Positivismo Português – a propósito de Teófilo Braga e Camilo Castelo Branco. Em co–autoria com Isabel Ponce de Leão (2019): in AA.VV. O pensamento e a obra de Teófilo Braga. Porto: Universidade Católica Editora, pp. 297–307, Porto |